# 1999年2月逝世人物列表
1999年逝世人物列表：1月 - 2月 - 3月 - 4月 - 5月 - 6月 - 7月 - 8月 - 9月 - 10月 - 11月 - 12月
1999年2月逝世人物列表，是用于汇总1999年2月期间逝世人物的列表

## 依日期排序

### 1日
- Marion Boyars，71歲，英國圖書出版商，死於胰腺癌。[1]
- Paul Calvert，81歲，加拿大棒球運動員。[2]
- 亞歷杭德羅·加林多，93歲，墨西哥編劇和電影導演。[3]
- 漢克·哈裡斯，75歲，美國橄欖球運動員。[4]
- 魯道夫·卡爾帕蒂，78歲，匈牙利擊劍運動員，奧運冠軍。[5]
- Barış Manço，56歲，土耳其搖滾音樂家、演員和節目主持人，心臟病發作而死。[6]
- 保羅·梅隆，91歲，美國慈善家。[7]
- 羅賓·內德威爾，52歲，英國演員，心臟病發作而死。[8]
- 聖克雷爾·平克尼，68歲，美國薩克斯手。
- Harold E. Shear，80歲，美國海軍上將。[9]
- 本傑明·埃拉扎里·沃爾卡尼（Benjamin Elazari Volcani），84歲，以色列微生物學家。[10]
- 朱利葉斯·韋希特（Julius Wechter），63歲，美國音樂家和作曲家，癌症。[11]

### 2日
- Marie Van Brittan Brown，76歲，美國護士和發明家。
- 蜜雪兒·馬蒂奧特，72歲，法國體操運動員和奧運選手。[12]
- David McComb，36歲，澳大利亞搖滾音樂家，心力衰竭而死。[13]
- 奧古斯特·諾伊伯格，96歲，德國政治家，聯邦議院議員。
- 弗拉迪米尔·佩特拉克，52歲，捷克排球運動員，奧運獎牌得主。[14]
- 維爾莫斯·塔特雷，86歲，匈牙利古典小提琴家。[15]
- Tunku Puan Besar Kurshiah，87歲，森美蘭的馬來亞女王。

### 3日
- 諾曼·布魯姆，77歲，美國畫家，心力衰竭而死。[16]
- 呂克·博雷利，33歲，法國足球運動員，死於交通事故。
- William C. Brown，82歲，美國電氣工程師。[17]
- 吉姆·科普，91歲，澳大利亞政治家。[18]
- 阿列克謝·戈羅霍夫，71歲，蘇聯小提琴家。
- 格溫·格思里，48歲，美國創作歌手和鋼琴家，死於子宮癌。[19]
- Mikko Hietanen，87歲，芬蘭長跑運動員，歐洲冠軍和世界紀錄保持者。[20]
- 阿爾弗雷德·簡斯，87歲，威爾士藝術家。
- 赫伯特·克林恩，81歲，美國動畫師。[21]
- 余秋里，84歲，中國陸軍將領、政治家。
- John S. Service，89歲，美國外交官。[22]
- Vin Sullivan，87歲，美國漫畫編輯、藝術家和出版商。

### 4日
- 路易吉·伯納博·布雷亞，88歲，義大利考古學家。[23]
- 埃里希·哈特曼，76歲，德裔美國攝影師。[24]
- 喬·海耶斯，63歲，英格蘭足球運動員。[25]
- 亞瑟·曼恩，51歲，蘇格蘭足球運動員。
- 維托里奧·馬佐托，76歲，義大利賽車手。
- 肖恩·塞勒斯，29歲，美國少年犯，死於注射死刑。[26]

### 5日
- 內維爾·邦納，76歲，澳大利亞政治家，第一位土著國會議員。[27]
- 約翰·科特，87歲，美國考古學家，癌症。[28]
- 倫伯特·德爾登，81歲，德國聯邦議院政治家。
- Leo Echegaray，38歲，菲律賓罪犯，被注射死刑。
- 尼古拉斯·克魯什尼克，69歲，美國抽象畫家，肝癌。[29]
- 瓦西里·列昂季耶夫，93歲，俄羅斯經濟學家，諾貝爾獎獲得者。[30]
- 瑪麗亞·奧西波娃，90歲，二戰期間的蘇聯遊擊隊員。
- 英德拉尼·拉赫曼，68歲，印度古典舞者。[31]
- 琳達·西尼，74歲，義大利電影女演員。

### 6日
- 湯瑪斯·班亞奇亞（Thomas Banyacya），89歲，美國原住民傳統領袖。[32]
- 歐文·布拉斯克（Erwin Blask），88歲，德國運動員。[33]
- 亨利·S·克拉克，95歲，美國馴馬師。
- 丹尼·戴頓，75歲，美國演員，肺氣腫。[34]
- 唐·鄧斯坦，72歲，澳大利亞政治家，死於肺癌。[35]
- 尤里·伊斯托明，54歲，烏克蘭足球運動員。
- 吉米·羅伯茨，74歲，美國歌手和表演者，死於骨癌。

### 7日
- 陳槃（字槃庵）(中央研究院院士)，95歲，院士。[36]
- 約旦侯賽因一世，63歲，約旦君主，約旦國王（1952-1999），死於淋巴瘤。[37]
- 安德魯·凱勒，73歲，英國科學家。
- 威廉·路德維希，86歲，美國編劇，奧斯卡獎得主（1956年），帕金森病。[38]
- 翁貝托·馬格裡奧利，70歲，義大利賽車手。
- 安東尼奧·佩森察，70歲，阿根廷拳擊手。[39]
- George E. Shambaugh Jr.，95歲，美國耳鼻喉科醫生，耳聾治療先驅。[40]
- 鮑比·特魯普，80歲，美國演員（Emergency！，M*A*S*H）和詞曲作者（“（Get Your Kicks on）Route 66”）。[41]

### 8日
- 理查·布恩，68歲，美國爵士長號手和糞便歌手。[42]
- 梅雷迪思·愛德華茲，81歲，威爾士演員和作家。[43]
- Madeleine Frieden-Kinnen，83歲，盧森堡政治家。
- Per Knudsen，73歲，丹麥足球運動員。
- 艾瑞斯·梅鐸，79歲，愛爾蘭出生的英國小說家，詩人和哲學家，死於阿爾茨海默病。[44]
- 卡羅琳·羅賓斯，95歲，英國歷史學家。
- 克里希納斯瓦米·桑達爾吉，70歲，英屬印度陸軍軍官。[45]
- 朱塞佩·塔塔雷拉，63歲，義大利政治家，心臟病發作而死。

### 9日
- 理查·艾倫，66歲，英國抽象藝術家和版畫家，死於肌萎縮側索硬化症。[46]
- Benjamin Bwalya，37歲，尚比亞足球運動員和教練，死於腦瘧疾。
- 恩佐·福塞拉，77歲，義大利散文家、歷史學家和記者。[47]
- 亞歷山大·吉茲托爾（Aleksander Gieysztor），82歲，波蘭中世紀歷史學家。[48]
- 瑪麗·拉羅什（Mary LaRoche），78歲，美國女演員和歌手。[49]
- Len Levy，77歲，美國運動員。[50]
- 布萊恩·莫斯利，67歲，英國電視和電影演員，心臟病發作。[51]
- 伯恩哈德·鮑斯，88歲，挪威整形外科醫生。
- Jaturun Siripongs，47歲，泰國殺人犯，被注射死刑。[52]
- 英加-斯蒂娜·羅布森，79歲，英瑞政治活動家。

### 10日
- 阿什利·布拉莫爾，83歲，英國政治家。
- Robert Clothier，77歲，加拿大演員。
- 埃爾南·聖克魯斯，93歲，智利外交官和聯合國代表。
- 瓊·柯倫，82歲，威爾士科學家，死於癌症。[53]
- Ann-Marie Gyllenspetz，66歲，瑞典女演員。[54]
- 比利·霍利斯頓，77歲，蘇格蘭足球運動員。[55]
- 喬·M·基爾戈爾，80歲，二戰期間的美國戰鬥飛行員和政治家。[56]
- 赫伯·克劳特布拉特，72歲，美國籃球運動員。[57]
- Jean Levavasseur，74歲，法國擊劍運動員。[58]
- Y. B. Mangunwijaya，69歲，印尼建築師、作家和天主教宗教領袖。[59]
- Joseph Marie Nguyễn Tùng Cương，79歲，越南羅馬天主教主教，Hải Phòng主教（1979-1999）。[60]
- 吉迪恩·拉斐爾，86歲，以色列外交官。[61]

### 11日
- 威廉·阿隆索，66歲，阿根廷裔美國規劃師和經濟學家。[62]
- 倫納德·J·阿靈頓，81歲，美國摩門教歷史學家，心力衰竭而死。[63]
- 丹尼·巴伯，43歲，美國連環殺手，被注射死刑。
- 約翰·布拉克，78歲，澳大利亞畫家。[64]
- Jaki Byard，76歲，美國爵士音樂家，作曲家和編曲家，被槍殺。[65]
- 托尼·費舍爾，74歲，美國流行歌手，心臟病發作而死。
- 斯托揚·加德夫，67歲，保加利亞演員。
- 维尔纳·科尔夫，87歲，德國冰球運動員和奧運獎牌得主。[66]
- 德拉甘·科瓦契奇，59歲，南斯拉夫-克羅埃西亞籃球運動員。[67]
- Rose Mbowa，56歲，烏干達作家、演員、學者和女權主義者。
- 休·麥卡洛，82歲，美國橄欖球運動員。[68]
- 布萊恩·帕森斯，65歲，英國板球運動員。[69]
- 萧乾，89歲，中國散文家、編輯、記者。
- 尼古拉·謝爾蓋耶夫，89歲，蘇聯海軍上將。
- 惠特尼·塔，75歲，美國純種賽馬記者，死於中風併發症。[70]

### 12日
- 保羅·拜羅赫，68歲，比利時-瑞士經濟歷史學家。[71]
- 安德列·德維尼，82歲，法國士兵，抵抗運動成員。[72]
- 吉米·達德利，89歲，美國棒球運動員和體育節目主持人。[73]
- Rexhep Krasniqi，92歲，阿爾巴尼亞裔美國歷史學家，民族主義者，反共政治家和活動家。
- 海因茨·舒伯特（Heinz Schubert），73歲，德國演員，戲劇教師和攝影師，肺炎。[74]
- 蜜雪兒·蘇弗爾（Michel Seuphor），97歲，比利時畫家。[75]

### 13日
- 佩科·達普切維奇，85歲，南斯拉夫共產黨員。[76]
- 麥克·希金斯，90歲，美國玻璃藝術家。[77]
- Kåre Hovda，55歲，挪威冬季兩項運動員和奧運選手。[78]
- 加里·詹寧斯，70歲，美國作家，心力衰竭而死。[79]
- 羅恩·麥克萊恩，60歲，澳大利亞政治家，死於石棉相關肺部疾病。[80]
- Carles Sabater，36歲，加泰羅尼亞歌手和演員，呼吸停止而死。[81]

### 14日
- 山姆·巴塞洛繆（Sam Bartholomew），81歲，美國橄欖球運動員。[82]
- 约翰·埃利希曼（John Ehrlichman），73歲，美國國內政策委員會和水門事件醜聞陰謀家，糖尿病。[83]
- 巴迪·諾克斯，65歲，美國歌手和詞曲作者，死於肺癌。[84]
- 希勒爾·塞德爾，78歲，以色列政治家。
- 約瑟夫·法蘭西斯·謝伊，73歲，美國航空航天工程師和NASA經理。[85]
- 雷蒙德·湯普森，87歲，美國游泳運動員和奧運選手。[86]
- Majken Åberg，80歲，瑞典鐵餅擲手和奧運選手。[87]

### 15日
- 艾格尼絲·伯內爾（Agnes Bernelle），75歲，出生於柏林的外籍女演員和歌手。[88]
- 傑弗里·科赫蘭（Jeffery Cohelan），84歲，美國政治家和政治活動家。[89]
- 比利·加勒特，65歲，美國賽車手。
- 亨利·肯德尔，72歲，美國物理學家，諾貝爾物理學獎獲得者，溺水身亡。[90]
- Aigars Kriķis，44歲，蘇聯和拉脫維亞雪橇運動員。[91]
- 比格·L，24歲，美國自由式說唱歌手，槍擊身亡。[92]
- 戈登·尼爾·斯圖爾特，86歲，澳大利亞作家。[93]
- Ferenc Vozar，53歲，匈牙利冰球運動員和奧運獎牌得主。[94]

### 16日
- 伊雷
- 比約恩·阿夫澤利烏斯（Björn Afzelius），52歲，瑞典前衛歌手和吉他手，肺癌。[95]
- 內西爾·卡齊姆·阿克塞斯，90歲，土耳其古典作曲家。[96]
- 吉列爾莫·阿雷拉諾，90歲，智利足球運動員。[97]
- 弗里茨·伯格，88歲，奧地利花樣滑冰運動員。[98]
- Petre Crowder，79歲，英國大律師和政治家。
- 烏戈·格拉帕松尼，76歲，義大利職業高爾夫球手。
- 赫伯特·S·格林，78歲，英裔澳大利亞物理學家。[99]
- 詹姆斯·希爾，74歲，英國政治家。
- 亨克·霍夫斯特拉（Henk Hofstra），94歲，荷蘭政治家。[100]
- 約翰·克萬達爾（Johan Kvandal），79歲，挪威作曲家。
- 邁克爾·拉爾森，49歲，美國遊戲節目選手，死於喉癌。
- Alexandre-Athenase Noghès，82歲，摩納哥網球運動員，摩納哥安托瓦內特公主的丈夫。
- 贝利·奥尔特（Bailey Olter），66歲，密克羅尼西亞政治人物。
- 貝蒂·羅切（Betty Roché），81歲，美國藍調歌手。[101]

### 17日
- 湯瑪斯·詹姆斯·卡爾，89歲，英國藝術家。[102]
- 庫爾特·羅伯特·艾斯勒，90歲，奧地利精神分析學家。[103]
- 海梅·烏爾塔多，62歲，厄瓜多政治家，被謀殺。
- William D. McElroy，82歲，美國生物化學家和學者。[104]
- 桑西尼·帕克，71歲，美國演員（顫抖，路屋，小便的大冒險），死於肺炎。
- 雪麗·斯托勒，69歲，美國女演員，心力衰竭而死。[105]
- 塔尼亞，105歲，西班牙探戈歌手，人稱“塔尼亞”。[106]
- R.S. Unni，73歲，印度政治家和工會會員。

### 18日
- 黃得時，89歲，台灣的中國文學、台灣文學研究者、作家、翻譯家，曾任臺灣大學中文系教授。
- 費利佩·阿爾福（Felipe Alfau），96歲，西班牙裔美國小說家和詩人。[107]
- 安德列亞斯·費寧格（Andreas Feininger），92歲，美國攝影師。[108]
- 哈齐·蒂博尔，87歲，匈牙利乒乓球運動員。
- 尼古拉·拉蒂舍夫，85歲，蘇聯和俄羅斯足球運動員和裁判。
- Olle Nordemar，84歲，瑞典電影攝影師、編劇、電影導演和製片人。[109]
- 諾姆·彼特利克，66歲，美國演員和電視導演，死於肺癌。[110]

### 19日
- 穆罕默德·穆罕默德·萨迪克·萨德尔，55歲，伊拉克什葉派馬賈，被謀殺。[111]
- Khumar Barabankvi，79歲，印度烏爾都語詩人和作詞家。
- 小威爾福德·貝瑞，36歲，美國被定罪的殺人犯，被注射死刑。
- 羅伯特·庫爾森，70歲，美國科幻作家和書商。
- 特魯迪·戴斯蒙德，53歲，加拿大爵士歌手。
- Richard E. Dutrow，Sr.，61歲，美國純種賽馬訓練師。
- 勞埃德·拉比奇，76歲，巴拿馬短跑運動員，100米世界紀錄保持者（1948年）和奧運選手。[112]
- 潘西·蘭姆，94歲，英國作家，也被稱為“潘西·派克納姆”。[113]
- Georg Meier，88歲，德國摩托車賽車手。[114]
- 普里莫·米勒（Primo Miller），83歲，美國橄欖球運動員。[115]
- 康斯坦丁·奧塞特（Constantin Oțet），58歲，羅馬尼亞足球教練。
- 保羅·施密特，美國演員、詩人、劇作家和散文家。[116]

### 20日
- 霍華德·博特賴特，80歲，美國作曲家、小提琴家和音樂學家。[117]
- 威拉德·埃斯皮（Willard R. Espy），88歲，美國語言學家、作家和詩人。[118]
- 洛蒂·范德加格（Lotti van der Gaag），75歲，荷蘭雕塑家和畫家。[119]
- Frans Grootjans，77歲，比利時政治家和部長。
- 莫莉·哈羅爾（Molly Harrower），93歲，美國臨床心理學家。[120]
- 莎拉·肯恩，28歲，英國劇作家，上吊自殺身亡。[121]
- 阿爾·克魯格，79歲，美國橄欖球運動員。[122]
- Michael Sgan-Cohen，54歲，以色列藝術家、藝術史學家、策展人和評論家。[123]
- 吉恩·西斯克爾，53歲，美國電影評論家（芝加哥論壇報）和電視記者（At the Movies），死於腦癌。[124]

### 21日
- 格特魯德·埃利昂（Gertrude B. Elion），81歲，美國生物化學家、藥理學家和諾貝爾獎獲得者。[125]
- 絲川英夫，86歲，日本飛機設計師和火箭先驅。[126]
- 伊尔马里·尤蒂莱宁（Ilmari Juutilainen），85歲，二戰期間的芬蘭飛行王牌。
- Kaya，38歲，模里西斯音樂家和seggae流派的創造者。
- 沃尔特·利尼，57歲，瓦努阿圖總理。[127]
- 威爾默·米澤爾，68歲，美國運動員和政治家。[128]
- 約爾根·萊施利·索倫森，76歲，丹麥足球運動員。[129]
- 萊拉·瓦基洛娃（Leyla Vakilova），72歲，亞塞拜然芭蕾舞演員和芭蕾舞老師。

### 22日
- Bitto Albertini，74歲，義大利電影導演和編劇。[130]
- 威廉·布朗克，81歲，美國詩人。[131]
- 查理斯·格哈特，72歲，美國指揮家、唱片製作人和編曲家。[132]
- 豪伊·哈克，87歲，美國棒球球探。[133]
- 卡洛斯·哈斯科克，56歲，美國海軍陸戰隊狙擊手，死於多發性硬化症。
- Menno Oosting，34歲，荷蘭網球運動員，死於車禍。[134]
- 派特·厄普頓，54歲，愛爾蘭政治家和獸醫，心臟病發作而死。

### 23日
- 安東尼·納廷，79歲，英國外交官和政治家，心力衰竭而死。[135]
- Stanley Dance，88歲，英國爵士樂作家和唱片製作人，死於肺炎。[136]
- 露絲·吉普斯，78歲，英國作曲家、雙簧管演奏家、鋼琴家和指揮家。[137]
- Hughie Lee-Smith，83歲，美國藝術家，死於癌症。[138]
- Gershon Legman，81歲，美國文化評論家和民俗學家，死於中風后併發症。[139]
- 奇普·邁爾斯，53歲，美式橄欖球運動員，心臟病發作而死。[140]
- David Chilton Phillips，74歲，英國生物學家，死於前列腺癌。[141]
- 海因里希·施密德，77歲，瑞士語言學家。
- 里克·威爾遜，33歲，美國職業摔跤手，自殺身亡。

### 24日
- 西川滿
- David Daube，90歲，德國古代法律學者。[142]
- 安德列·杜布斯，62歲，美國短篇小說作家和散文家，心臟病發作而死。[143]
- 佛吉尼亞·福斯特·杜爾，95歲，美國白人民權活動家和說客。[144]
- 第一代埃克爾斯子爵大衛·埃克爾斯，94歲，英國政治家。[145]
- Fathy Ghanem，74歲，埃及作家。
- 恩佐·梅内戈蒂，73歲，義大利足球運動員。
- 德里克·尼莫，68歲，英國演員和作家，摔倒身亡。[146]
- 凱薩琳娜·魯讚特，102歲，荷蘭女子國際象棋大師。
- 艾哈邁德·謝里夫，78歲，孟加拉國哲學家、作家和學者。
- 弗蘭克·萊斯利·沃爾科特，82歲，巴巴多斯政治家、外交官和裁判員。
- Vann “Piano Man” Walls，80歲，美國R&B音樂家，死於癌症。[147]
- 約翰尼·維蒂格，84歲，美國棒球運動員。[148]

### 25日
- 迪娜·德雷福斯，88歲，法國人類學家、社會學家和哲學家。
- 穆拉德·奧茲多耶夫，76歲，二戰期間印古什飛行王牌。
- Sol Schoenbach，84歲，美國巴松管演奏家和教師。[149]
- Glenn T. Seaborg，86歲，美國核化學家，諾貝爾化學獎獲得者（1951年），死於中風併發症。[150]
- Štěpán Zavřel，66歲，捷克畫家、平面藝術家和作家。[151]

### 26日
- 邁克爾·阿瓦隆，74歲，美國作家。[152]
- Jean Coulomb，94歲，法國地球物理學家和數學家。[153]
- Annibale Frossi，87歲，義大利足球運動員和經理。[154]
- Elbridge T. Gerry，90歲，美國銀行家和馬球運動員。[155]
- 約翰·L·戈德華特，83歲，美國漫畫編輯和出版商。[156]
- 亞諾斯·佩特，88歲，匈牙利政治家。
- 何塞·昆特羅，74歲，巴拿馬戲劇導演和教育家，死於食道癌。[157]
- 奧波庫瓦二世，79歲，阿散蒂人第15代皇帝國王。
- Bjørn Wiik，62歲，挪威物理學家，死於家庭事故。[158]

### 27日
- 喬治·休利，59歲，美式橄欖球運動員和教練，死於交通事故。[159]
- 羅伯特·麥克尼什，86歲，美式橄欖球運動員和教練。[160]
- 維達·斯坦納特，96歲，紐西蘭畫家。
- 霍勒斯·塔普斯科特，64歲，美國爵士鋼琴家和作曲家。[161]
- 路易士·比達爾，82歲，智利足球運動員。[162]

### 28日
- 安西婭·阿斯基，65歲，英國女演員。
- 戴夫·貝德韋爾，70歲，英國賽車手。
- Ara Harutyunyan，70歲，亞美尼亞雕塑家和圖形藝術家。
- 克拉倫斯·亨利，72歲，美國拳擊手。
- 第二代凱姆斯利子爵萊昂內爾·貝瑞，89歲，英國政治家、同行和報紙編輯。
- 肯尼·羅賓遜，29歲，美國棒球運動員，死於交通事故。[163]
- 比尔·塔尔伯特，80歲，美國網球運動員。[164]
- 冰心，98歲，中國作家。[165]